# Bovelles
Bovelles és un municipi francès situat al departament del Somme i a la regió dels Alts de França. L'any 2007 tenia 367 habitants.

## Demografia

### Població

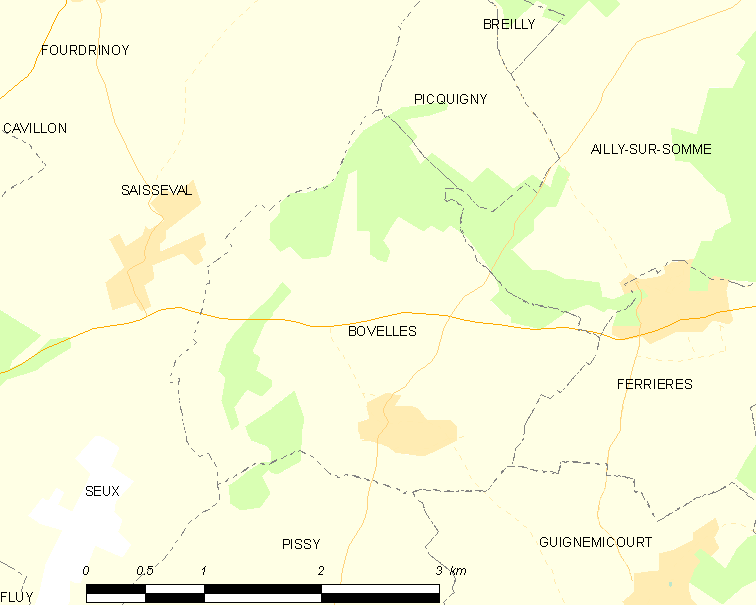
municipi

El 2007 la població de fet de Bovelles era de 367 persones. Hi havia 151 famílies de les quals 34 eren unipersonals (11 homes vivint sols i 23 dones vivint soles), 56 parelles sense fills, 53 parelles amb fills i 8 famílies monoparentals amb fills.
La població ha evolucionat segons el següent gràfic:
Habitants censats

### Habitatges

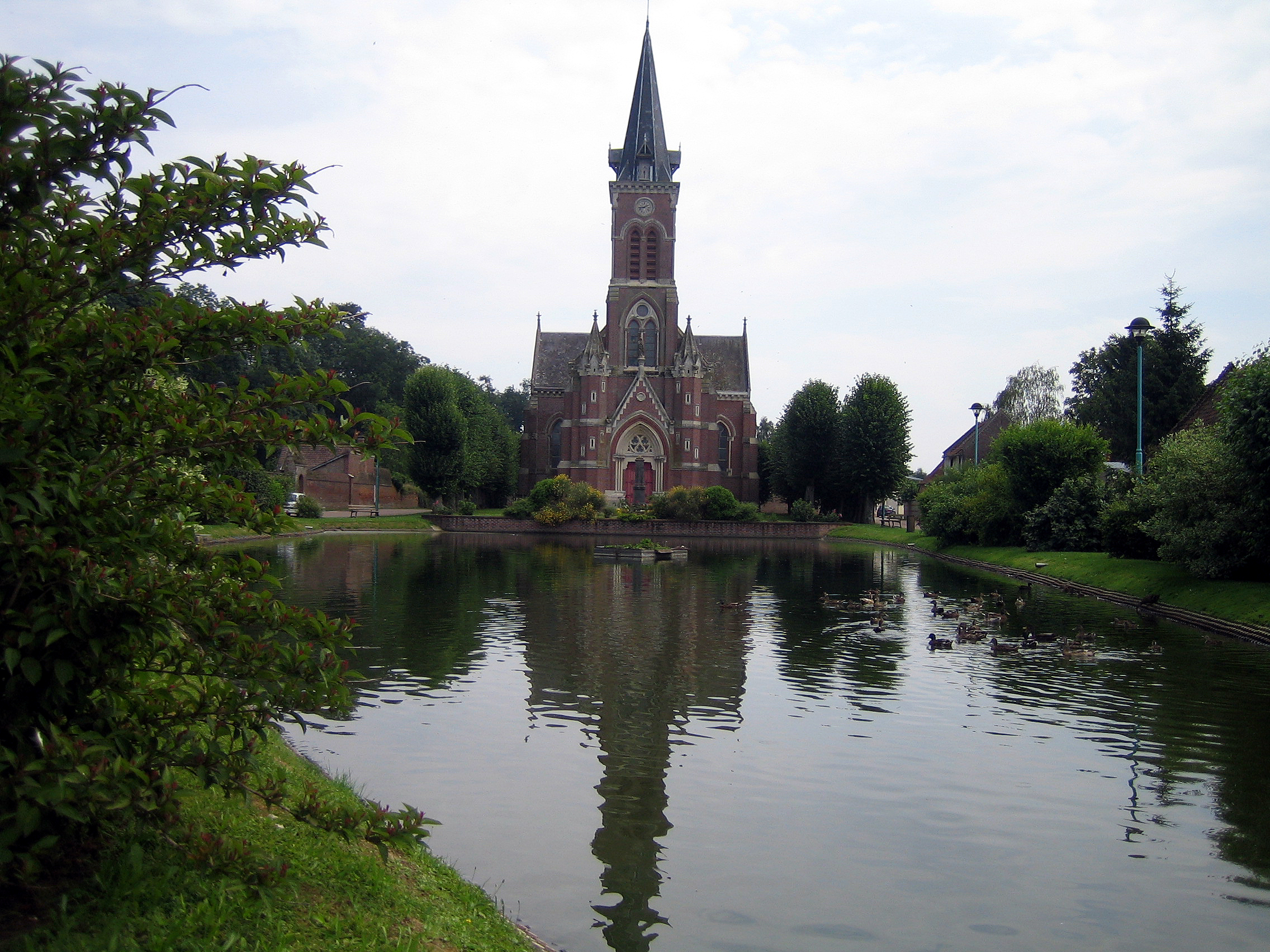

El 2007 hi havia 166 habitatges, 150 eren l'habitatge principal de la família, 10 eren segones residències i 6 estaven desocupats. Tots els 166 habitatges eren cases. Dels 150 habitatges principals, 131 estaven ocupats pels seus propietaris, 17 estaven llogats i ocupats pels llogaters i 2 estaven cedits a títol gratuït; 2 tenien dues cambres, 13 en tenien tres, 36 en tenien quatre i 99 en tenien cinc o més. 126 habitatges disposaven pel capbaix d'una plaça de pàrquing. A 68 habitatges hi havia un automòbil i a 78 n'hi havia dos o més.

### Piràmide de població

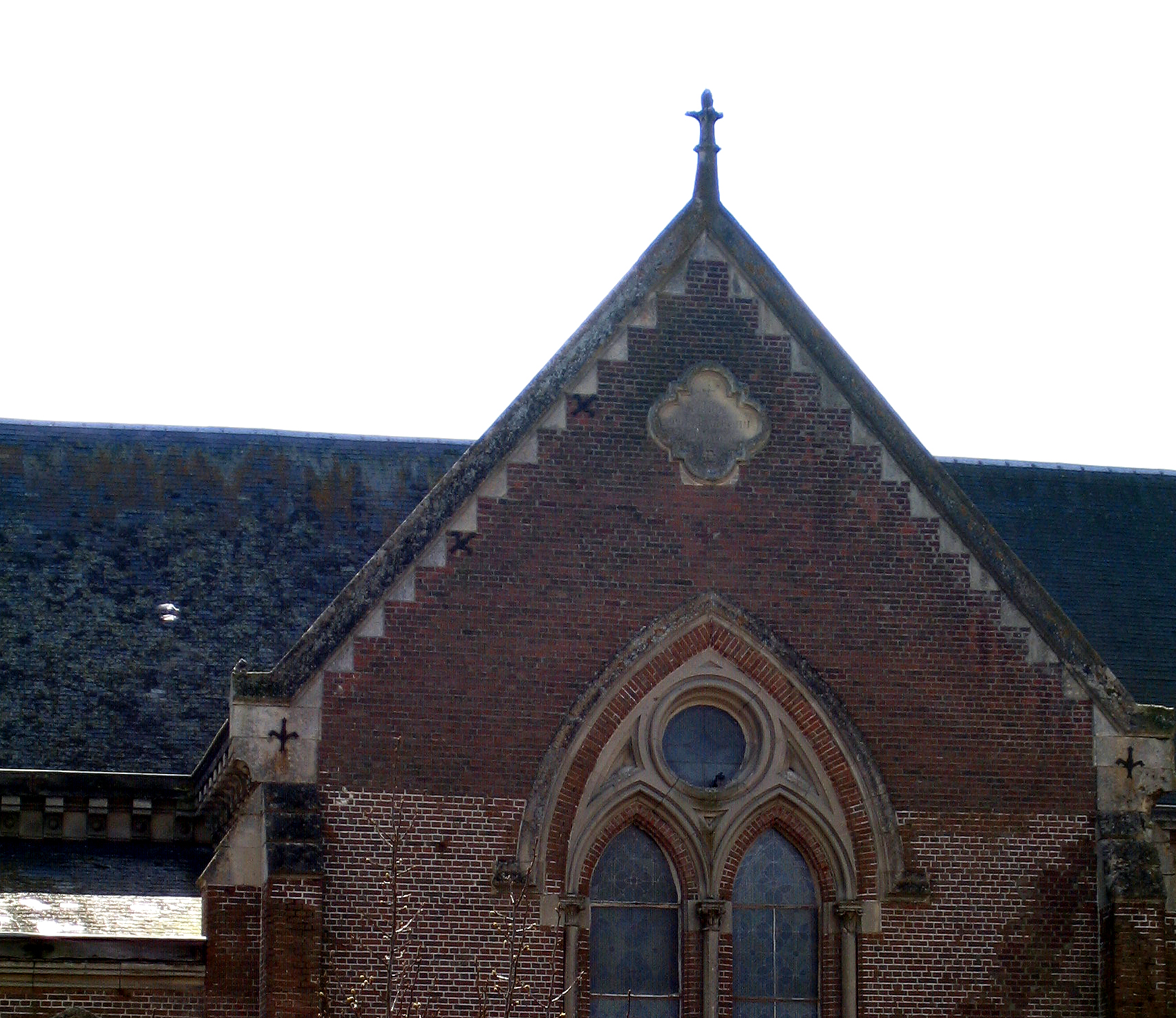

La piràmide de població per edats i sexe el 2009 era:
| Homes | Edats   | Dones |
| ----- | ------- | ----- |
| 0     | 95 o +  | 4     |
| 0     | 90 a 94 | 0     |
| 0     | 85 a 89 | 4     |
| 8     | 80 a 84 | 0     |
| 8     | 75 a 79 | 12    |
| 4     | 70 a 74 | 0     |
| 4     | 65 a 69 | 4     |
| 8     | 60 a 64 | 4     |
| 0     | 55 a 59 | 20    |
| 8     | 50 a 54 | 0     |
| 28    | 45 a 49 | 20    |
| 8     | 40 a 44 | 8     |
| 12    | 35 a 39 | 16    |
| 4     | 30 a 34 | 20    |
| 16    | 25 a 29 | 12    |
| 12    | 20 a 24 | 8     |
| 12    | 15 a 19 | 8     |
| 16    | 10 a 14 | 8     |
| 4     | 5 a 9   | 4     |
| 12    | 0 a 4   | 16    |

## Economia

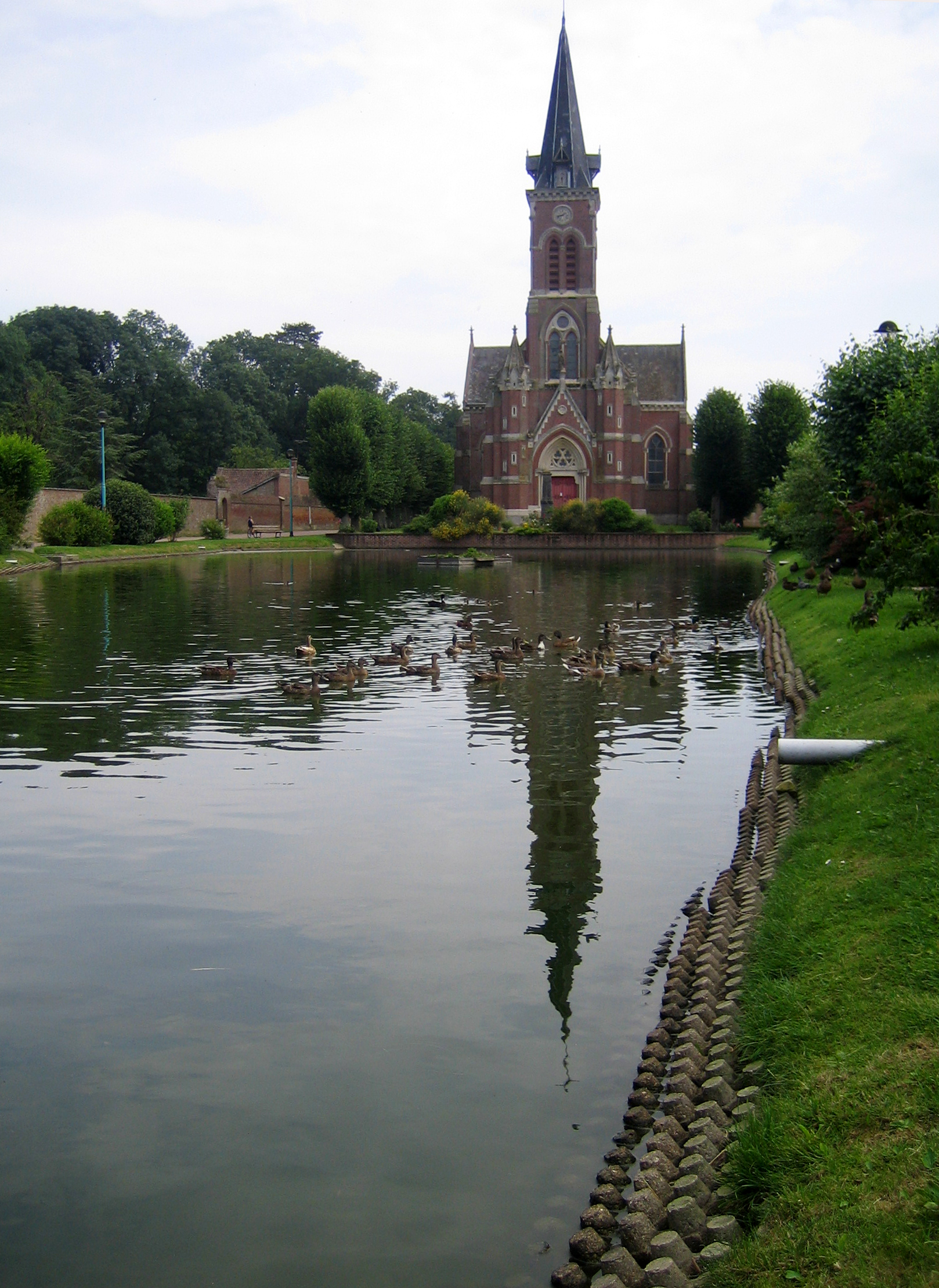

El 2007 la població en edat de treballar era de 251 persones, 194 eren actives i 57 eren inactives. De les 194 persones actives 185 estaven ocupades (97 homes i 88 dones) i 10 estaven aturades (6 homes i 4 dones). De les 57 persones inactives 28 estaven jubilades, 18 estaven estudiant i 11 estaven classificades com a «altres inactius».

### Ingressos
El 2009 a Bovelles hi havia 158 unitats fiscals que integraven 386 persones, la mediana anual d'ingressos fiscals per persona era de 22.147 €.

### Activitats econòmiques

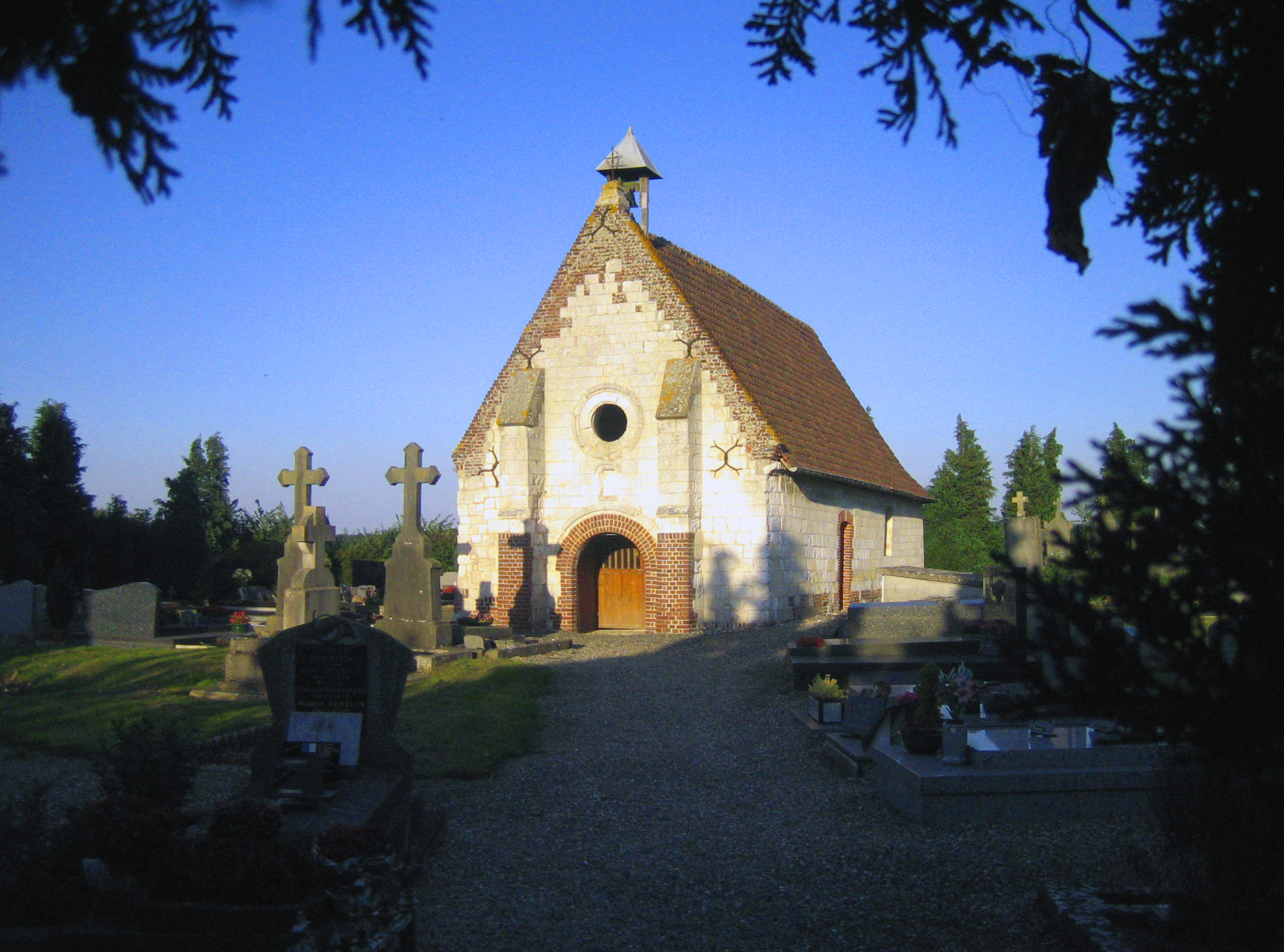
capella del cementiri

Dels 9 establiments que hi havia el 2007, 3 eren d'empreses de construcció, 3 d'empreses de comerç i reparació d'automòbils, 1 d'una empresa financera, 1 d'una empresa immobiliària i 1 d'una empresa de serveis.
L'únic servei als particulars que hi havia el 2009 era un guixaire pintor.
L'any 2000 a Bovelles hi havia 7 explotacions agrícoles que ocupaven un total de 469 hectàrees.

## Equipaments sanitaris i escolars
El 2009 hi havia una escola elemental integrada dins d'un grup escolar amb les comunes properes formant una escola dispersa.

## Poblacions més properes

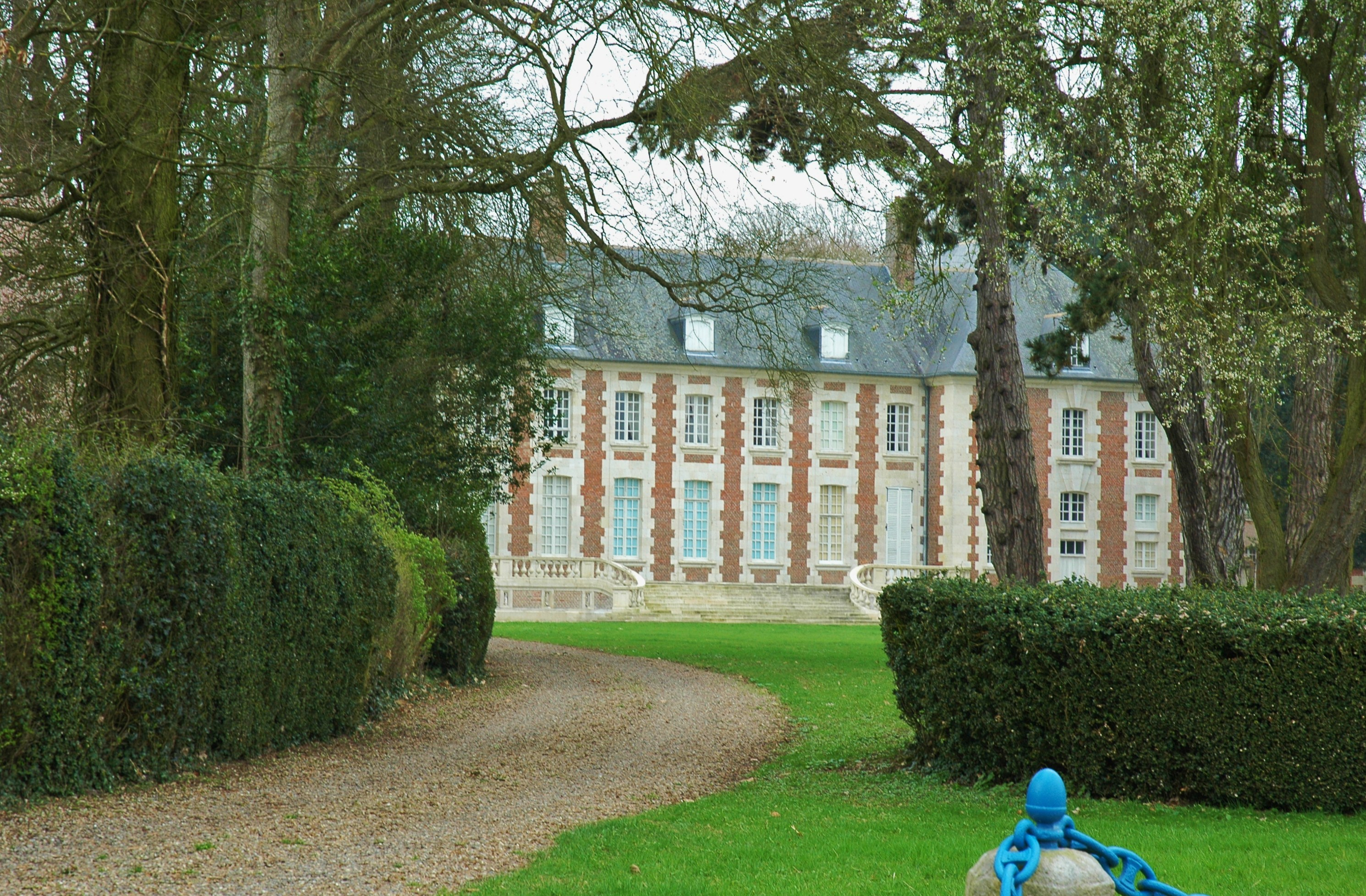
castell

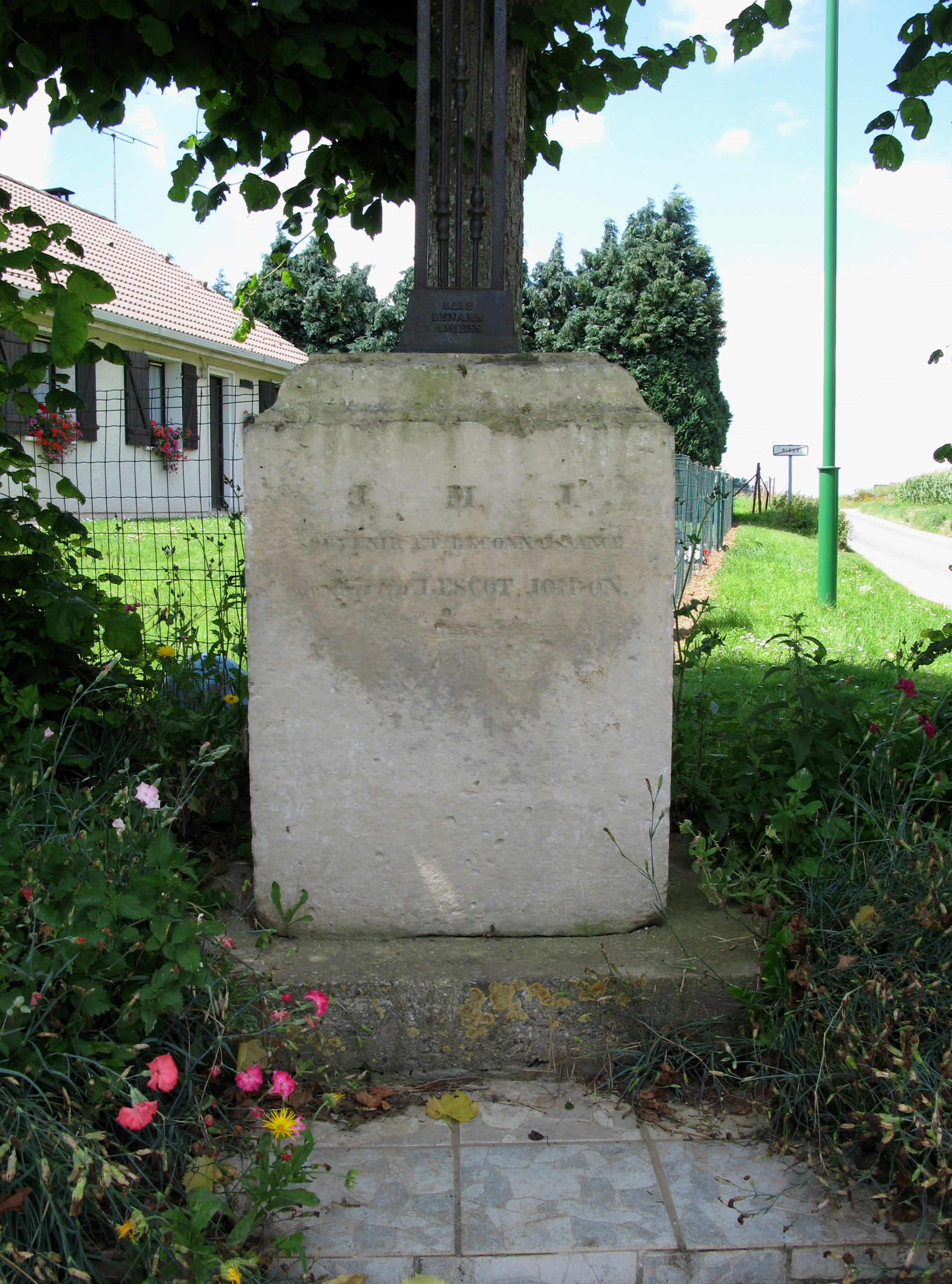
calvari

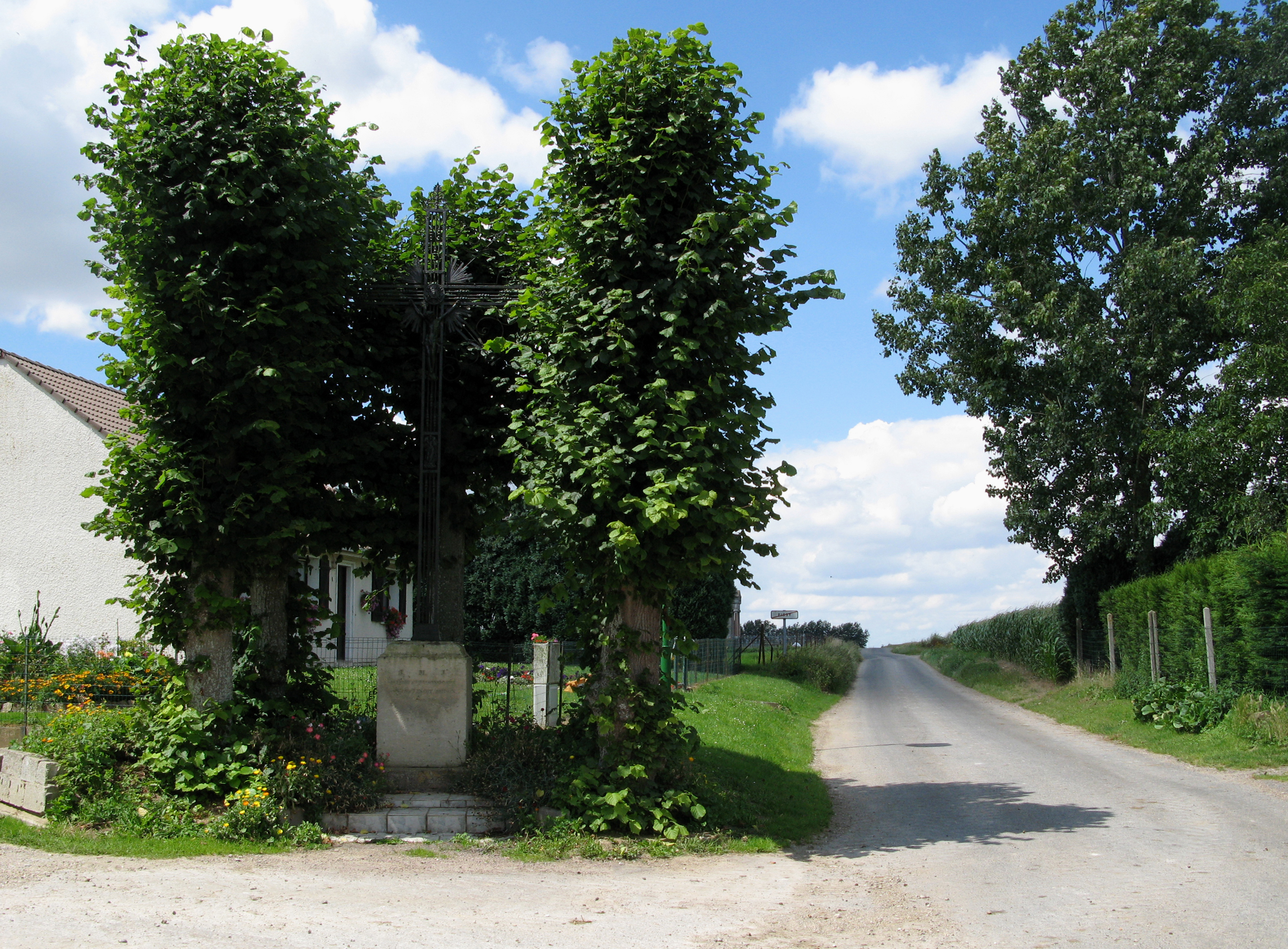

El següent diagrama mostra les poblacions més properes.